# Bollingen-díj
A Bollingen-díj  (Bollingen Prize) egy irodalmi díj az Amerikai Egyesült Államokban, melyet jelenleg két évente oszt ki a Yale Egyetem könyvtára  (Beinecke Library of Yale University). Az irodalmi elismerés a modern költészet elmúlt két évének legjobb verses kötetét díjazza, illetve járhat életpályáért is.

## Kezdetek és ellentmondások
A díjat 1948-ban alapította Paul Mellon, mely úgy jöhetett létre, hogy a Bollingen Alapítvány (Bollingen Foundation) 10 000 dollárt adományozott a washingtoni Kongresszusi Könyvtárnak . A díj és az alapítvány is egy svájci faluról kapta nevét, ahová egykoron Carl Jung pszichoanalitikus vonult félre a világtól. A legelső díjat a kongresszus irodalmárai Ezra Pound-nak ítélték, később híressé vált versgyűjteményéért (The Pisan Cantos). A bevalottan fasiszta szimpatizáns költő elismerése feldühítette a hidegháborús időszakban az amerikai embereket és politikai nyomás következtében a kongresszusnak ki kellett vonnia a díjazásból a könyvtárat. Így 1949-ben a könyvtár kénytelen volt visszaküldeni az adomány még fel nem használt részét a Bollingen Alapítványnak.

## Folytatás a Yale Egyetemi könyvtáron keresztül
A Bollingen Alapítvány úgy döntött, hogy folytatja az alkezdett programot oly módon, hogy a korábbi tevékenységeket a Yale Egyetem könyvtárára bízta.  A díjat 1948 és 1963 között évente adták át. 1963-ban a díj mellé járó pénzösszeget megemelték 5000 dollárra és innentől kezdve már csak minden második évben került átadásra az elismerés. 1968-ban feloszlott az alapítvány, így a helyét az Andrew W. Mellon Alapítvány vette át. 1973-ban az új alapítvány 100 000 dolláros támogatásával a díj anyagi háttere biztos pillérekre helyeződött.

## Díjazottak
| 2013 | Charles Wright                         |
| 2011 | Susan Howe                             |
| 2009 | Allen Grossman                         |
| 2007 | Frank Bidart                           |
| 2005 | Jay Wright                             |
| 2003 | Adrienne Rich                          |
| 2001 | Louise Glück                           |
| 1999 | Robert Creeley                         |
| 1997 | Gary Snyder                            |
| 1995 | Kenneth Koch                           |
| 1993 | Mark Strand                            |
| 1991 | Laura Riding Jackson és Donald Justice |
| 1989 | Edgar Bowers                           |
| 1987 | Stanley Kunitz                         |
| 1985 | John Ashbery és Fred Chappell          |
| 1983 | Anthony Hecht és John Hollander        |
| 1981 | Howard Nemerov és May Swenson          |
| 1979 | W. S. Merwin                           |
| 1977 | David Ignatow                          |
| 1975 | Archie Randolph Ammons                 |
| 1973 | James Merrill                          |
| 1971 | Richard Wilbur és Mona Van Duyn        |
| 1969 | John Berryman és Karl Shapiro          |
| 1967 | Robert Penn Warren                     |
| 1965 | Horace Gregory                         |

### 1963 előtt minden évben adtak át díjat
| 1963 | Robert Frost                                  |
| 1962 | John Hall Wheelock és Richard Eberhart        |
| 1961 | Yvor Winters                                  |
| 1960 | Delmore Schwartz                              |
| 1959 | Theodore Roethke                              |
| 1958 | E. E. Cummings                                |
| 1957 | Allen Tate                                    |
| 1956 | Conrad Aiken                                  |
| 1955 | Léonie Adams és Louise Bogan                  |
| 1954 | W. H. Auden                                   |
| 1953 | Archibald MacLeish és William Carlos Williams |
| 1952 | Marianne Moore                                |
| 1951 | John Crowe Ransom                             |
| 1950 | Wallace Stevens                               |
| 1949 | Ezra Pound                                    |